# Армфельт, Владимир Александрович
Владимир Александрович Армфельт (швед. Mauritz Wladimir Armfelt; 5 августа 1827, Гельсингфорс — 12 ноября 1888, Гельсингфорс) — русский государственный деятель, действительный статский советник (1863), шталмейстер (1866).

## Биография
Родился 5 августа 1827 года в Гельсингфорсе в семье государственного деятеля Александра Густавовича Армфельта (1794—1875) и Сигрид Фредерики Оксеншерны (1801—1841).
Окончил юридический факультет Императорского Санкт-Петербургского университета. В 1847 году поступил на службу в канцелярию генерал-губернатора Финляндии. В 1848 году назначен переводчиком в канцелярии финляндского генерал-губернатора. В 1850 году пожалован в камер-юнкеры Высочайшего двора. В 1851 году назначен помощником экспедиционного секретаря в статс-секретариате, а в 1855 году сам стал экспедиционным секретарём. Также с 1855 года секретарь канцлера Императорского Александровского университета. В 1859 году пожалован в церемониймейстеры Высочайшего двора. В 1862 году переведён с должности экспедиционного секретаря на должность помощника финляндского статс-секретаря. В 1863 году ушёл в отставку в чине действительного статского советника. В том же году стал членом Капитула российских орденов. В 1866 году пожалован в шталмейстеры Высочайшего двора. В 1868 году ушёл в отставку с должности секретаря канцлера Императорского Александровского университета.
Неоднократно участвовал в сейме Великого княжества Финляндского.
Умер 12 ноября 1888 года в Гельсингфорсе.

## Семья
20 февраля 1861 года женился на Александре Юльевне Бильдерлинг (1842—1915), дочери коллежского советника Ю. Г. Бильдерлинга и внучке сенатора Ф. П. Лубяновского. Их дети:
- Александр (1862—1941), действительный статский советник, камергер.
- Николай (1863—1920), подполковник, участник русско-японской войны.
- Александра (1866—1933), композитор.
- Мария (род. 1882), жена генерал-лейтенанта П. Г. Курлова.

## Награды
- Орден Святого Станислава 2-й степени (24 апреля 1856)
- Медаль «В память войны 1853—1856» из тёмной бронзы на владимирской ленте
- Орден Святого Станислава 2-й степени с императорской короной (1859)
- Рыцарь ордена Полярной звезды (Швеция, 17 мая 1860)
- Орден Святой Анны 2-й степени (5 мая 1861)
- Орден Святой Анны 2-й степени с императорской короной (3 апреля 1862)
- Командор ордена Святых Маврикия и Лазаря (Италия, 6 мая 1864)
- Большой крест ордена Гуадалупе (Мексика, 3 марта 1865)
- Орден Святого Владимира 3-й степени (11 сентября 1865)
- Орден Святого Станислава 1-й степени (14 апреля 1883)